# 七條 (上板町)
七條(しちじょう)は、徳島県板野郡上板町の大字、地名。町村制施行以前の七条村に相当する。

## 概要

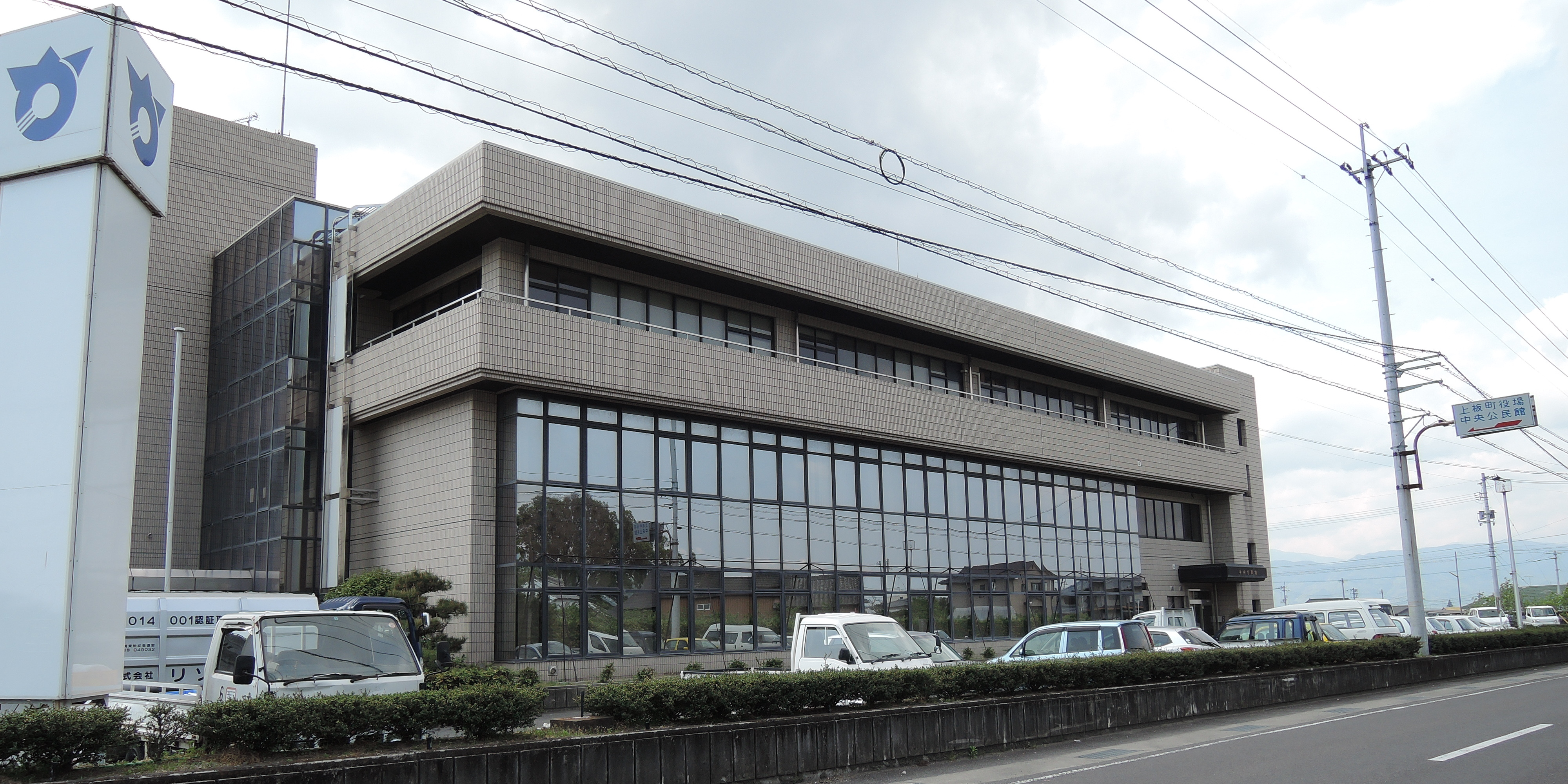
上板町役場

上板町の行政、文化的中心地域であり、上板町役場、上板町商工会館、上板郵便局がある。役場周辺には、市街地が広がる。県道沿いにはレストランなどの郊外型店舗が建ち、都市化が進んでいる。2本の県道に挟まれた地域は純農村地帯である。2010年の国勢調査では人口1,974人。

## 歴史
地名については、近在の「五条」「六条」とともに、大宝律令による条里制の名残りか、1223年土御門上皇が御所村に仮御所を造営した時に名付けられた地名の名残りとする説があるが、どちらの説にしても現存する条の配置に不審な点がありはっきりしない。
1889年（明治22年）町村制施行により七条村は、鍛冶屋原村、泉谷村、引野村と合併し松島村が発足した。1945年（昭和22年）松島村が町制に移行し、松島町となった。1955年（昭和30年）松島町が、大山村、高志村と合併し、上板町が発足。旧七条村は七條となった。

## 地理

### 地理
- 川 : 宮川内谷川、泉谷川
- 地域のほとんどが平地である。山は無い。[3]

### 隣接している地域
- 北
  - 泉谷、神宅
- 東
  - 神宅、西分
- 西
  - 鍛冶屋原、阿波市
- 南
  - 瀬部、高瀬

## 交通

### 鉄道
- かつては国鉄鍛冶屋原線が通ってた。跡地は県道139号となっている。

### 道路

#### 県道
- 主要地方道
  - 徳島県道12号鳴門池田線
  - 徳島県道14号松茂吉野線
- 一般県道
  - 徳島県道139号船戸切幡上板線

## 施設
- 上板町役場
- 上板町中央公民館
- 上板町農村環境改善センター
- 上板町ファミリースポーツ公園
- 上板町商工会館
- 上板郵便局

## 旧跡
- 七条城：町文化財。